# Pikappika!
Morning Musume Concert Tour 2010 Haru ~Pikappika!~ (モーニング娘。コンサートツアー2010春 ~ピカッピカッ!~?) es la gira de conciertos de Morning Musume en la primavera de 2010. Se desarrolló del 19 de marzo al 5 de mayo de 2010. 

## Presentación
El video fue lanzado en DVD el 14 de julio de 2010 en Japón bajo el sello UP-FRONT WORKS y en Blu-ray el 27 de octubre de 2010. El DVD alcanzó el sexto lugar en el Oricon. Vendió 8.731 copias en la primera semana y permaneció clasificada durante cuatro semanas, para un total de 10.298 copias vendidas durante este período. El concierto había sido filmado dos meses antes, el 5 de mayo de 2010, en la sala Nakano Sunplaza, promocionando el álbum 10 My Me, cuyos títulos se interpretan todos. Se interpretan quince pistas lanzadas como singles (incluidas dos en la "cara B"), incluidas seis en un popurrí. Tres títulos solo son interpretados por algunos miembros del grupo.

## Lista de canciones
- Inicio

1. Moonlight night ~Tsukiyo no Ban da yo~
2. Kimagure Princess
3. Introducción
4. Ren'ai Revolution 21
5. MC
6. Aishite Aishite Ato Ippun
7. Nanchatte Ren'ai
8. Shouganai Yume Oibito
9. MC
10. Ano Hi ni Modoritai - Ai Takahashi, Risa Niigaki
11. Osaka Umainen - Aika Mitsui, Junjun, Linlin
12. Ookii Hitomi - Eri Kamei, Sayumi Michishige, Reina Tanaka
13. Resonant Blue
14. MC

- Medley:

1. LOVE Machine
2. The Peace!
3. Kanashimi Twilight
4. Koi no Dance Site
5. Roman ~MY DEAR BOY~
6. Koko ni Iruzee!

1. Ame no Furanai Hoshi de wa Aisenai Darou? (Chinese Ver.)
2. Onna ga Medatte Naze Ikenai
3. 3, 2, 1 BREAKIN' OUT!
4. Mikan
5. Genki Pikappika!
6. MC
7. Loving you forever

- ENCORE

1. HOW DO YOU LIKE JAPAN? ~Nihon wa Donna Kanji Dekka?~
2. MC
3. Namidacchi

## Miembros presentes
- 5.ª Generación: Ai Takahashi, Risa Niigaki
- 6.ª Generación: Eri Kamei, Sayumi Michishige, Reina Tanaka
- 8.ª Generación: Aika Mitsui, Junjun, Linlin